# J. F. Cantrell
J. F. Cantrell († 1945) war 1934 Erfinder des Waschsalons.
Viele Leute um Fort Worth in Texas konnten es sich in den frühen 1930er Jahren nicht leisten, ihre Kleidung in eine Reinigung zu geben und hatten auch nicht das Geld, sich eine eigene Waschmaschine zu kaufen. So kaufte er vier Waschmaschinen und eröffnete am 18. April 1934 die erste Selbstbedienungs-Reinigung, genannt Washateria, später Laundromat. 